# Miguel Ángel Sánchez
Miguel Ángel Sánchez Rodríguez (Madrid, 15 de octubre de 1967 - 2 de junio de 2023) fue un activista español por los derechos de las personas LGBT+.
Fue cofundador y presidente de COGAM, cofundador y primer secretario general de la FELGTBI y posteriormente fundador y primer presidente de la Fundación Triángulo.

## COGAM y FEGL
Con 18 años recién cumplidos, en 1985, Miguel Ángel Sánchez participó en los encuentros previos que dieron lugar a la creación del entonces llamado Colectivo Gai de Madrid. Dos años después, en 1987, creó junto a su pareja, Pedro Pérez, la revista bimestral  Entiendes...?, la primera publicación con contenidos informativos y sociales que hubo en Madrid dirigida al público LGBT.  
Miguel Ángel Sánchez fue nombrado presidente de COGAM en 1991 y en ese tiempo se puso en marcha el primer teléfono de atención sobre cuestiones LGBT de España, el Gai-Inform. También entonces se desencadenó la persecución contra el COGAM del concejal del distrito Ángel Matanzo, quien quería cerrar el primer local social que abrió el movimiento LGBT en Madrid. Las numerosas movilizaciones sociales, los encierros en el propio local y los recursos judiciales lograron que no se cerrara. Miguel Ángel Sánchez firmó también el primer convenio-programa con el Gobierno de la Comunidad de Madrid que dio estabilidad a aquel primer centro asociativo LGBT de Madrid, lo que permitió ofrecer asistencia de todo tipo a la población madrileña LGBT.  
En 1992 Miguel Ángel Sánchez fue fundador de la FEGL (Federación Estatal de Gais y Lesbianas, ahora FELGTBI+), siendo su primer presidente y posteriormente su primer secretario general. Representando a la FEGL, Miguel Ángel Sánchez presentó el primer proyecto de ley de parejas de España en septiembre de 1993, junto al abogado Pedro Zerolo, principal redactor de aquella propuesta de ley. 

## Fundación Triángulo
En 1996 por desavenencias con la línea del nuevo grupo dirigente, Miguel Ángel Sánchez abandonó COGAM y creó la Fundación Triángulo por la igualdad social de gais y lesbianas, de la que fue presidente hasta 2012. 
Con el impulso decisivo de Miguel Ángel Sánchez, Fundación Triángulo creó en 1996 el LesGaiCineMad, el festival de  cine LGBT más importante del ámbito hispano y que además es año tras año el festival de cine con más público en Madrid.  
En 1997 Fundación Triángulo lanzó una intensa campaña a favor de la ley de parejas que acaparó mucha atención social. Se logró incluso la toma en consideración en el Congreso de los Diputados de un proyecto de ley aunque los trucos parlamentarios de los contrarios a la regulación lograron que no llegase a aprobarse. Fundación Triángulo siempre rechazó tajantemente las propuestas de una legislación de  uniones civiles que no reconociese la sexo-afectividad en la regulación de estas uniones. 
También impulsó Miguel Ángel Sánchez desde Fundación Triángulo una campaña para incluir en los tratados de la Unión Europea, que se estaban negociando entonces, una cláusula antidiscriminación que incluyera orientación sexual e identidad de género. Muy coordinados con grupos LGBT de otros países europeos, se consiguió que naciera el famoso artículo 13 del Tratado de Ámsterdam. 
En 1998 se elaboró y publicó por Fundación Triángulo el primer dosier educativo específico sobre temática LGBT realizado en España con Miguel Ángel Sánchez como uno de los colaboradores principales. 
Durante la discusión sobre el  matrimonio igualitario en 2005, Triángulo publicó el documento No es verdad, no es igual, uno de cuyos redactores fue el propio Miguel Ángel Sánchez contradiciendo con argumentos todas las falsedades difundidas en medios conservadores por los agresivos opositores al reconocimiento de ese derecho. Como no podía ser menos, Fundación Triángulo celebró en el Congreso de los Diputados y con actos en la calle la aprobación del matrimonio igualitario en España ese mismo año por una amplia mayoría parlamentaria. 

## Cooperación internacional
Uno de los grandes hitos del activismo social de Miguel Ángel Sánchez fue su condición de pionero en la formulación de la  cooperación LGBTI en España, dirigida a apoyar a defensa y promoción de los derechos humanos y contra la discriminación basada en la orientación sexual, la identidad de género y la corporalidad diversa. Una tarea enorme y apasionante que el propio Miguel Ángel Sánchez inició en 1998 y se consolidó como una de las señas distintivas del trabajo de la Fundación Triángulo a lo largo de la década siguiente. Décadas después, Fundación Triángulo es una de las 10 principales organizaciones mundiales en gestionar proyectos de cooperación LGBTI en Latinoamérica y eso ha sido fundamentalmente gracias al impulso y la dedicación de Miguel Ángel Sánchez.  
En 2012, Miguel Ángel Sánchez dejó de ser el presidente de Fundación Triángulo aunque ha seguido desde entonces apoyando e implicado tanto en el trabajo diario de Fundación Triángulo en Madrid como en los distintos proyectos de  cooperación LGBTI. Asimismo, desarrolló una labor activista en municipios como Coslada y San Fernando de Henares, donde promovió la celebración del día del Orgullo LGTB. 
A lo largo de sus años de activismo, las convicciones de Miguel Ángel Sánchez siempre estuvieron en el  progresismo cívico e igualitario, el republicanismo cívico del que tan orgulloso estuvo siempre, alejado completamente de las políticas identitarias y diferenciadoras, nacionalistas y excluyentes. Miguel Ángel Sánchez dedicó su vida como activista LGTB a consolidar una sociedad diversa y plural donde el eje estuviera en la igualdad y el progreso de ciudadanas y ciudadanos y no en la creación de comunidades artificiales y separadas que compiten dañinamente entre ellas. 

## Reconocimientos
En 2022 el Ministerio de Igualdad y la Dirección General de Diversidad Sexual y Derechos LGTBI le otorgó, junto a Kim Pérez, la Medalla a la Promoción de los Valores de Igualdad. Ese mismo año, recibió el Premio 25 Aniversario FanCineGay otorgado por la organización del Festival de Cine LGBT de Extremadura.
En marzo de 2023 fue homenajeado en la 23.º edición del festival de cine CINHOMO en Valladolid. Falleció el 2 de junio de 2023. En 2025 se estrenó en RTVE Play el documental sobre su activismo Un hombre tranquilo, dirigido por César Vallejo.